# Zherikhinia
Zherikhinia (лат.) — род жуков из семейства длиннотелы (Nanophyinae, Brentidae). Назван в честь российского колеоптеролога Владимира Васильевича Жерихина.

## Распространение
Восточная Азия: Тайвань, Япония.

## Описание
Жуки-долгоносики мелких размеров (около 2 мм), характеризуется рострумом с пятью продольными килями на дорсальной стороне; дорсально с глазами, почти соприкасающимися посередине, и межглазничным пространством с двумя рядами удлинённых чешуек; антенна с 4-м сегментом слегка асимметрична; булава с 3-м сегментом немного длиннее 2-го; бёдра с одним крупным проксимальным и двумя-четырьмя мелкими дистальными зубцами; голени мукронатные у самца, не вооружены у самки; кренуляция на 8-м интервале надкрыльев отсутствует; 10-я надкрыльевая полоса полная. Спикулум гастральный с парой долей в форме обоюдоострого топора, слегка асимметричный; спикулум вентральный примерно в 1,7 раза длиннее гонококситов; сперматекальный канал свёрнут у основания; сперматека С-образная, с рогом, закручена апикально вокруг вершины. Род был впервые описан под названием Psix Alonso-Zarazaga, 1989: 232 (nec Kozlov & Le, 1976; Scelionidae). Род сходен с родами Meregallia и Manoja.
- Zherikhinia distylia Kantoh & Kojima, 2011[5]
  - Nanophyes formosensis Kono, 1930[6]
  - Zherikhinia formosensis (Kono, 1930)
- Zherikhinia matobai Yasukawa, 2023